# 長岑秀名
長岑 秀名（ながみね の ひでな、生没年不詳）は、平安時代初期の貴族。氏は長峯とも記される。姓は宿禰。右京権大夫・長岑高名の近親か。官位は従五位下・備後守。

## 経歴
仁明朝半ばの承和7年（840年）従五位下・越中介に叙任される。翌承和8年（841年）讃岐介に遷ると、承和11年（844年）豊前介、嘉祥2年（849年）山城介と仁明朝後半に地方官を歴任する。のち、斉衡2年（855年）備後守と文徳朝でも引き続き地方官を務めた。

## 官歴
『六国史』による。
- 時期不詳：正六位上
- 承和7年（840年） 正月7日：従五位下。正月30日：越中介
- 承和8年（841年） 正月13日：讃岐介
- 承和11年（844年） 9月28日：豊前介
- 嘉祥2年（849年） 2月27日：山城介
- 斉衡2年（855年） 正月15日：備後守